# 皇家根特體育會
皇家根特體育會（K.A.A. Gent），一般稱為根特是比利时的一間體育會，位于根特。除了最著名的足球部外，體育會亦設有田徑及曲棍球等分部。球会是比利时足球协会的创始会员之一。现为比利时足球甲级联赛参赛球队。俱乐部曲棍球和田径组成立于1864年，是比利时历史最为悠久的体育俱乐部之一。球队原为法语队名La Gantoise，1971年改为现在的荷兰语版本。雖然長年徵戰頂級聯賽，但球隊一直無緣於聯賽錦標，直至2014/15球季才首度問鼎比甲聯賽冠軍，並歷史性出戰歐洲聯賽冠軍盃賽事，於H組以次名晉級十六強。
俱乐部的昵称是水牛，由来是1900年代著名的布法罗·比尔（英语Buffalo，音译名：布法罗，意译名：水牛）带着他的美洲野牛马戏团到访根特后而来得。球队的主体育场为胡勒斯·奥滕球场（Ghelamco Arena）。

## 球隊榮譽
- 比利時足球甲級聯賽：
  - 冠軍（1次）: 2014–15
  - 亞軍（3次）: 1954–55, 2009–10, 2019 - 20
- 比利時足球乙級聯賽：
  - 冠軍（4次）: 1912–13, 1935–36, 1967–68, 1979–80
- 比利時盃：
  - 冠軍（4次）: 1963–64, 1983–84, 2009–10, 2021–22
- 比利時超級盃：
  - 冠軍（1次）: 2014–15
  - 亞軍（2次）: 1983–84, 2009–10
- 歐洲足協圖圖盃：
  - 亞軍（2次）: 2006, 2007